# Minderbroedersklooster (Hasselt)

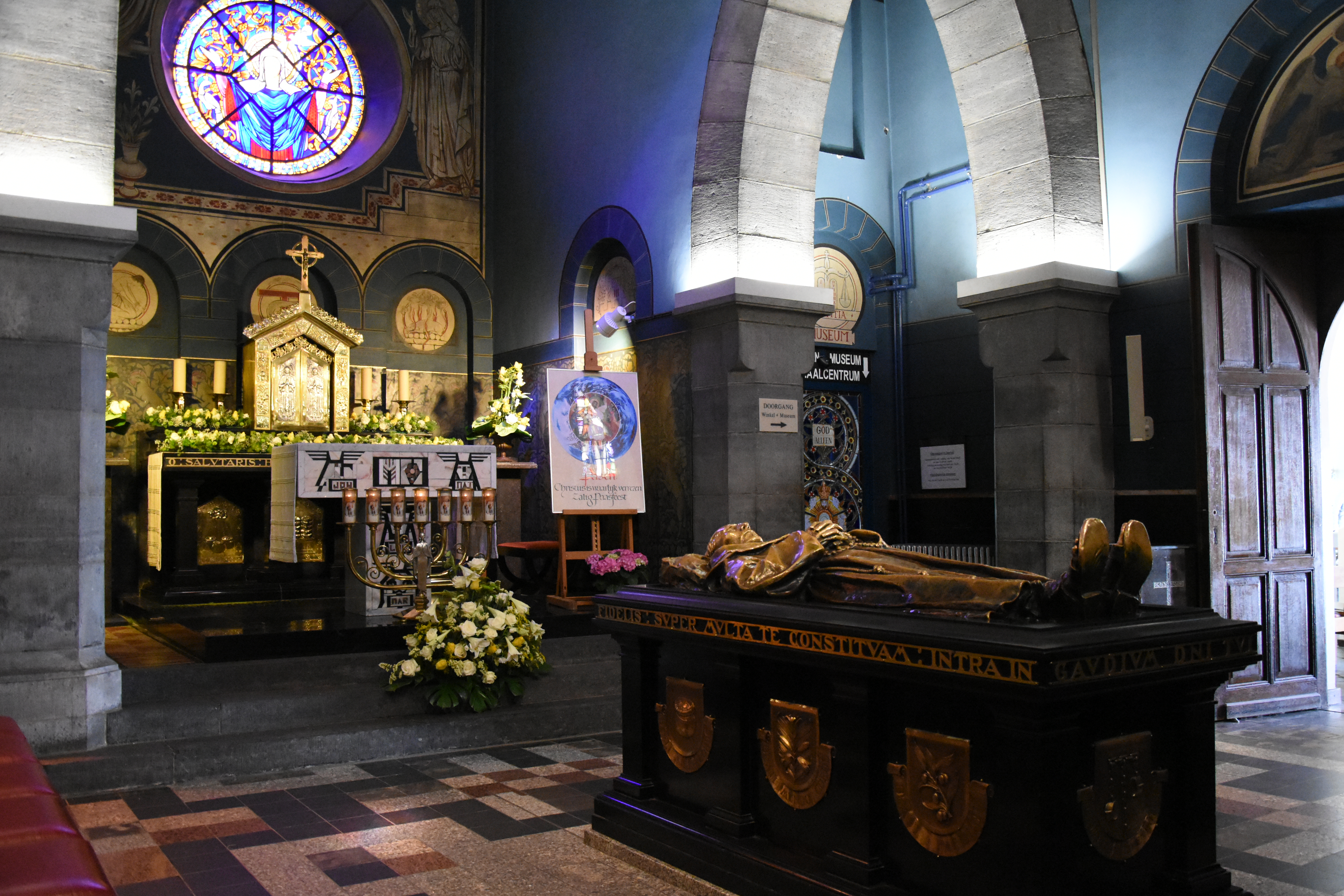
Het graf van Valentinus Paquay in de kapel van het klooster

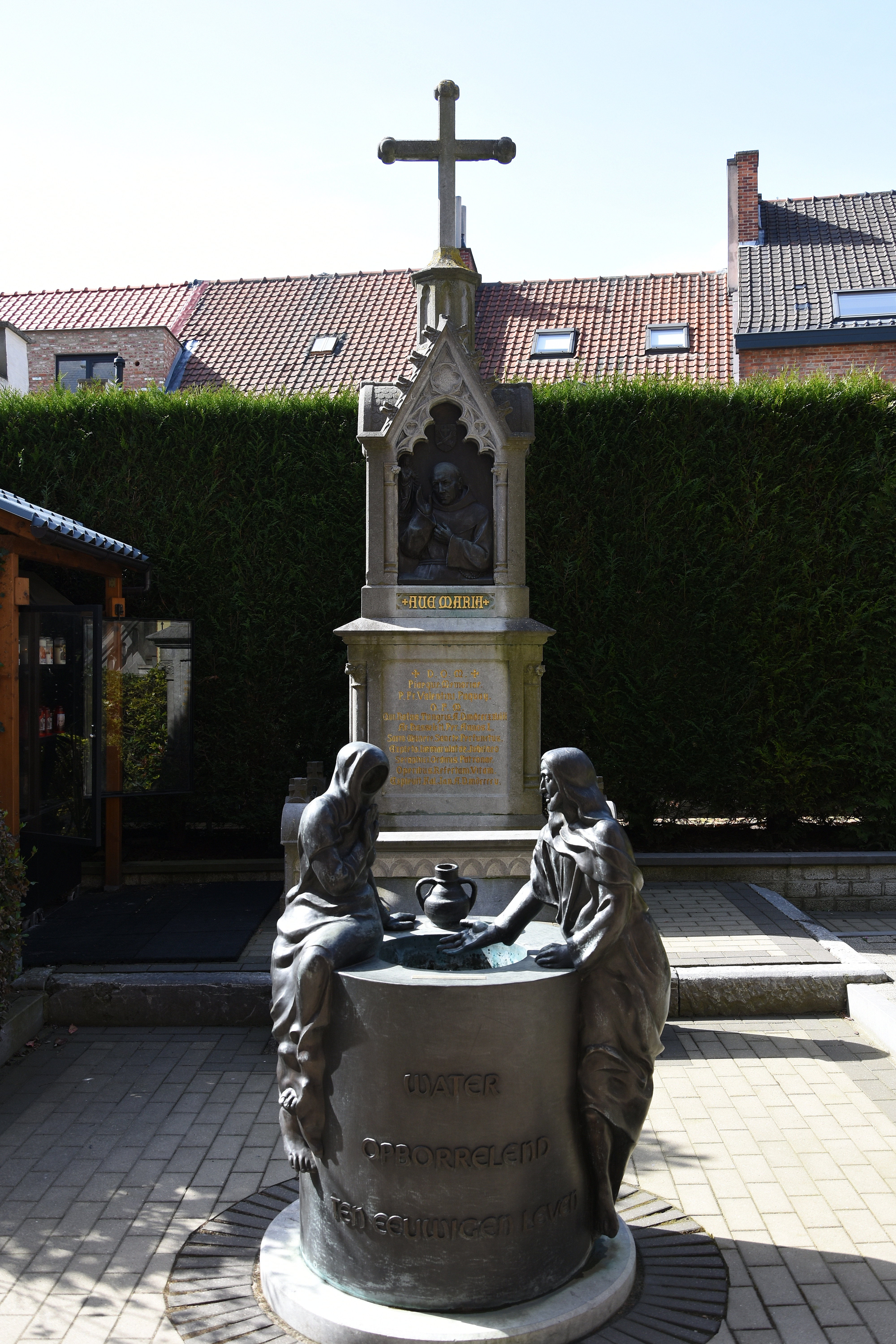
In de tuin van het klooster

Het Minderbroedersklooster is een kloostercomplex van de minderbroeders, gelegen aan de Minderbroedersstraat te Hasselt.

## Geschiedenis
De minderbroeders kwamen in 1635 naar Hasselt en bewoonden een huis aan de Isabellastraat, maar in 1645 begon de bouw van het klooster, dat in 1647 in gebruik werd genomen. In 1655 werd de Sint-Rochuskerk ingewijd.
In 1797 werd het klooster door de Fransen opgeheven en de gebouwen en inventaris verkocht. De Minderbroeders keerden in 1846 terug in Hasselt en betrokken in 1898 het oorspronkelijke klooster weer. Een bekende minderbroeder was Valentinus Paquay (ook bekend als: het heilig paterke). Deze overleed in 1905 en in 1928 werd door Raymond Lemaire de grafkapel ter ere van Valentinus gebouwd, naast de Sint-Rochuskerk.

## Gebouw
De kloostergebouwen zijn rond twee binnenplaatsen gegroepeerd. De kern van de gebouwen is 17e-eeuws, maar in de 19e en 20e eeuw werd er veel gewijzigd en bijgebouwd. In de ziekenzaal werd later het Valentinusmuseum voor pater Valentinus ingericht.
De grafkapel is een neoromaans, bakstenen bouwwerk.